# Raúl García Pierna
Raúl García Pierna (Tres Cantos, 23 de febrero de 2001) es un ciclista español que compite en el equipo Arkéa-B&B Hotels. Es hijo del exciclista Félix García Casas y hermano del también ciclista profesional Carlos García Pierna.

## Trayectoria
Destacó como amateur en la Fundación Alberto Contador donde consiguió importantes triunfos como la etapa reina de la Vuelta al Besaya y la Copa de España de Ciclismo Junior. En 2020 fichó por el equipo Lizarte proclamándose campeón de España contrarreloj en categoría sub-23.
También ha cosechado triunfos en la pista, consiguiendo un bronce en la prueba de eliminación del Campeonato Europeo de Ciclismo en Pista sub-23 celebrado en Fiorenzuola d'Arda (Italia) y dos medallas en el Campeonato de España de Ciclismo en Pista 2020 celebrado en el municipio navarro de Tafalla.
Debutó como profesional en 2021 con el equipo Kern Pharma, donde milita desde entonces.
El 24 de junio de 2022 logra su primera victoria como profesional al proclamarse campeón de España de Contrarreloj en los campeonatos nacionales celebrados en Cala Millor en Mallorca.
El 4 de septiembre de 2023 anunció su fichaje por el equipo francés Arkéa Samsic de categoría UCI WorldTeampara la temporada 2024.

## Palmarés
2022
- Campeonato de España Contrarreloj

2024
- 3.º en el Campeonato de España Contrarreloj

2025
- 1 etapa de la Ruta de Occitania
- 3.º en el Campeonato de España Contrarreloj

## Resultados

### Grandes Vueltas
| Carrera | Carrera         | 2021 | 2022 | 2023 | 2024 | 2025 |
| ------- | --------------- | ---- | ---- | ---- | ---- | ---- |
|         | Giro de Italia  | —    | —    | —    | —    | —    |
|         | Tour de Francia | —    | —    | —    | 98.º | 26.º |
|         | Vuelta a España | —    | 47.º | —    | —    | —    |

### Vueltas menores
| Carrera | Carrera              | 2021  | 2022  | 2023 | 2024 | 2025 |
| ------- | -------------------- | ----- | ----- | ---- | ---- | ---- |
|         | París-Niza           | —     | —     | —    | —    | 16.º |
|         | Volta a Cataluña     | —     | 74.º  | 65.º | Ab.  | —    |
|         | Vuelta al País Vasco | 100.º | —     | —    | —    | —    |
|         | Tour de Romandía     | —     | 101.º | —    | 52.º | 39.º |
|         | Vuelta a Suiza       | —     | —     | —    | 45.º | —    |
|         | Tour de Polonia      | —     | —     | —    | 11.º |      |

### Clásicas y Campeonatos
| Carrera               | Carrera               | 2021 | 2022  | 2023  | 2024 | 2025 |
| --------------------- | --------------------- | ---- | ----- | ----- | ---- | ---- |
|                       | Milán-San Remo        | —    | —     | —     | —    | 82.º |
| Flecha Valona         | Flecha Valona         | —    | —     | 143.º | —    | 31.º |
|                       | Lieja-Bastoña-Lieja   | —    | 105.º | 101.º | —    | 97.º |
| Clásica San Sebastián | Clásica San Sebastián | Ab.  | —     | —     | —    |      |
| Mundial Contrarreloj  | Mundial Contrarreloj  | —    | —     | —     | 26.º |      |
| Europeo en Ruta       | Europeo en Ruta       | —    | —     | —     | 78.º |      |
| Europeo Contrarreloj  | Europeo Contrarreloj  | —    | —     | —     | 13.º |      |
| España en Ruta        | España en Ruta        | 30.º | 41.º  | 45.º  | 14.º | Ab.  |
| España Contrarreloj   | España Contrarreloj   | 4.º  | 1.º   | 10.º  | 3.º  | 3.º  |

—: No participa

Ab.: Abandona

F. c.: Fuera de control

X: No se disputó

## Equipos
- Equipo Kern Pharma (2021-2023)
- Arkéa-B&B Hotels (2024-)